# Calycopis anfracta
Calycopis anfracta är en fjärilsart som beskrevs av Druce 1907. Calycopis anfracta ingår i släktet Calycopis och familjen juvelvingar. Inga underarter finns listade i Catalogue of Life.